# 高縄神社
高縄神社（たかなわじんじゃ）は、愛媛県松山市にある三島・大山祇信仰の神社。

## 祭神
- 大山積神
- 高龗神
- 鳴雷神

境内社
- 十六王子社（市杵島姫命、外十五柱）
- 祖霊社（氏子祖霊）
- 御先社（猿田彦命）
- 稲荷社（豊受大神、倉稲魂神）
- 金刀比羅社（金刀比羅大権現、須佐之男神、大山積神）

## 歴史
創建は599年。高縄山に居城していた越智益躬が、大三島が遠隔の地であって、頻繁に拝礼することができないことをおそれおそれて山頂に祭壇を設置し、三島大明神（大山祇神社）を奉斎、高縄の神として崇敬したことに始まる。現在地への遷座は1136年。占いに拠りて河野親清が行ったものという。これより明治初期までは高縄三島神宮や河野三島宮などと称した。1871年郷社、1895年に県社に昇格した。
927年に編纂された延喜式神名帳には記載が無いが、日本三代実録には、貞観5年（863年）9月25日に正六位上風早郡高縄神を従五位上に昇叙することが書かれており、存在を確実に確認できるとともに、神階を授かっていたことが分かる。国史見在社である。

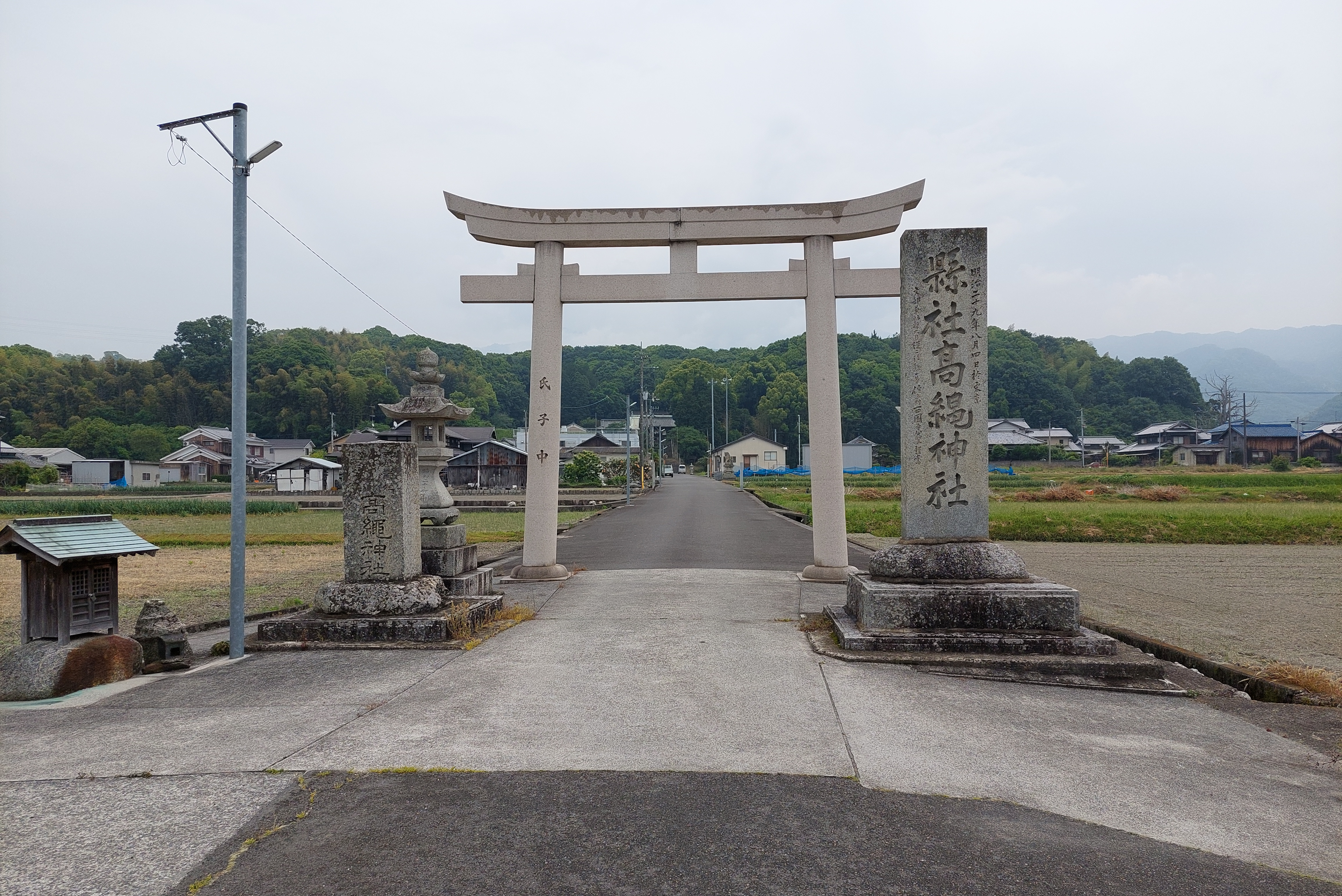
鳥居
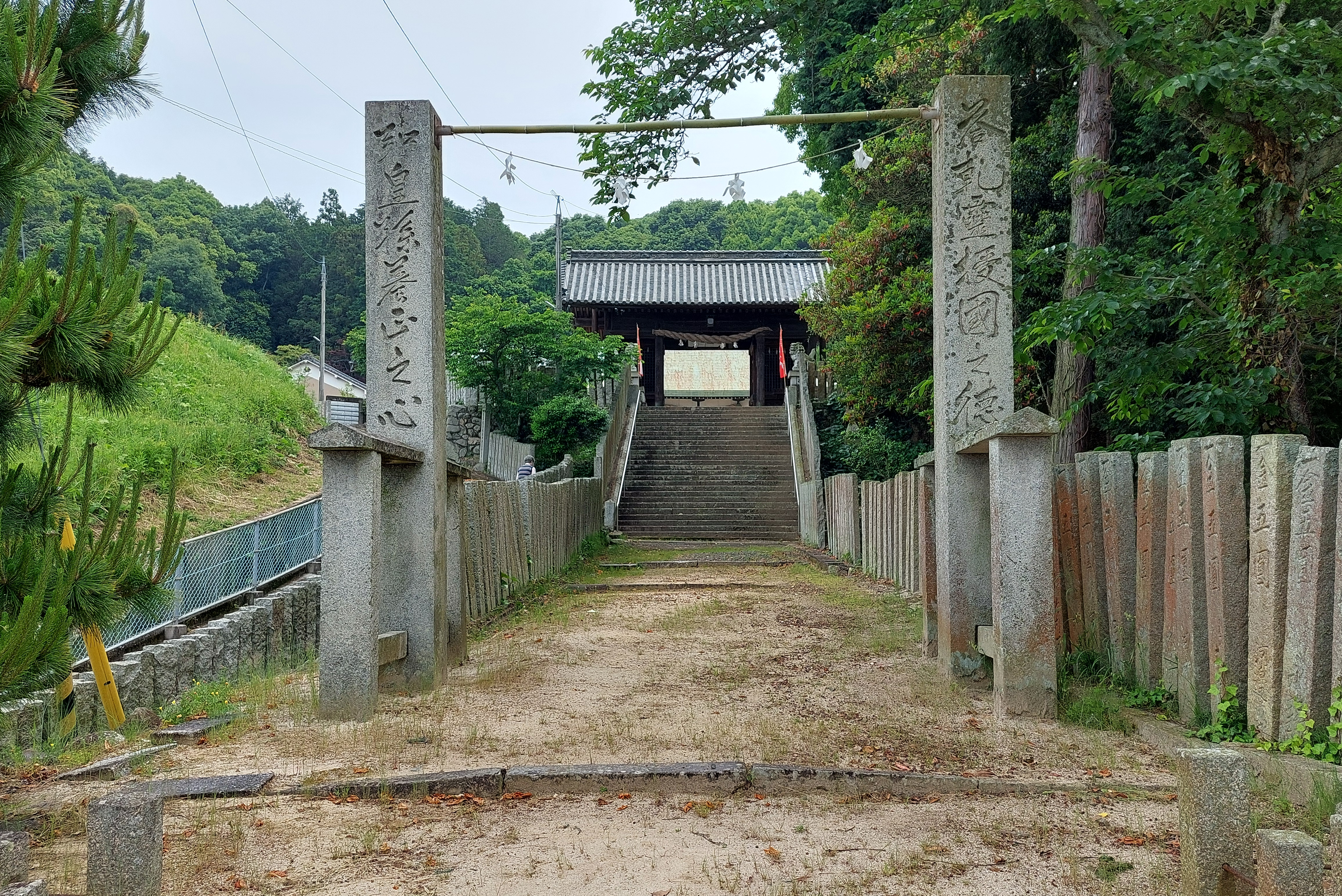
参道